# بهمن بوستان
بهمن بوستان (زادهٔ ۱۳۱۴ در تهران – درگذشتهٔ ۲۷ آبان ۱۳۹۳ تهران)، پژوهشگر موسیقی ایرانی و ادبیات فارسی و عضو سابق هیئت مدیره کانون پژوهشگران خانه موسیقی ایران بود. او مُبدع نخستین برنامه‌های موسیقی در تلویزیون ایران بود.

## زندگی‌نامه
بهمن بوستان، در سال ۱۳۱۴ در تهران متولد شد. او فرزند مجد العلی (مهرداد) بوستان، نویسنده و محقق ادبیات فارسی و نوهٔ وحید دستگردی ادیب و شاعر دوران مشروطه بود.
وی دوران تحصیلات اولیه را در تهران گذراند و در سال ۱۳۳۶ در رشتهٔ حقوق به دانشگاه تهران راه یافت و مطالعات دانشگاهی خود را در رشتهٔ زبان و ادبیات فارسی به پایان برد. او از آموزش‌های افرادی همچون: بدیع‌الزمان فروزانفر و جلال‌الدین همایی بهره برد.
بوستان در سال‌های اولیه دهه چهل، همکاری خود را به عنوان یکی از دستیاران، با محمد معین در تدوین و گردآوری فرهنگ فارسی معین و لغتنامه دهخدا آغاز کرد و سپس سال‌ها در حوزه موسیقی و ادبیات پژوهش نمود. بوستان همزمان با همکاری با محمد معین به نوشتن مقاله و یادداشت برای نشریات ادبی و فرهنگی پرداخت. نگارش یادداشت و مقاله در نشریاتی چون: آینده، کلک و ادبستان از جملهٔ فعالیت‌های او در این زمینه به‌شمار می‌رود وی همچنین به صورت حرفه‌ای کوهنوردی می‌کرد و در دههٔ ۱۳۴۰ عضو هیئت غارشناسان ایران بود.
او در همان سال‌ها به استخدام سازمان رادیو و تلویزیون درآمد و همکاری خود را با این نهاد آغاز کرد. وی با طرح و تهیهٔ برنامه‌هایی نظیر: «هفت شهر عشق»، «بشنو از نی» و «سلامی چو بوی خوش آشنایی»، با همراهی هنرمندانی نظیر: احمد عبادی، حسن کسایی، جلیل شهناز، علی‌اصغر بهاری، حسین قوامی، لطف‌الله مجد، منصور نریمان و … به گسترش موسیقی ایرانی از طریق رادیو و تلویزیون پرداخت.

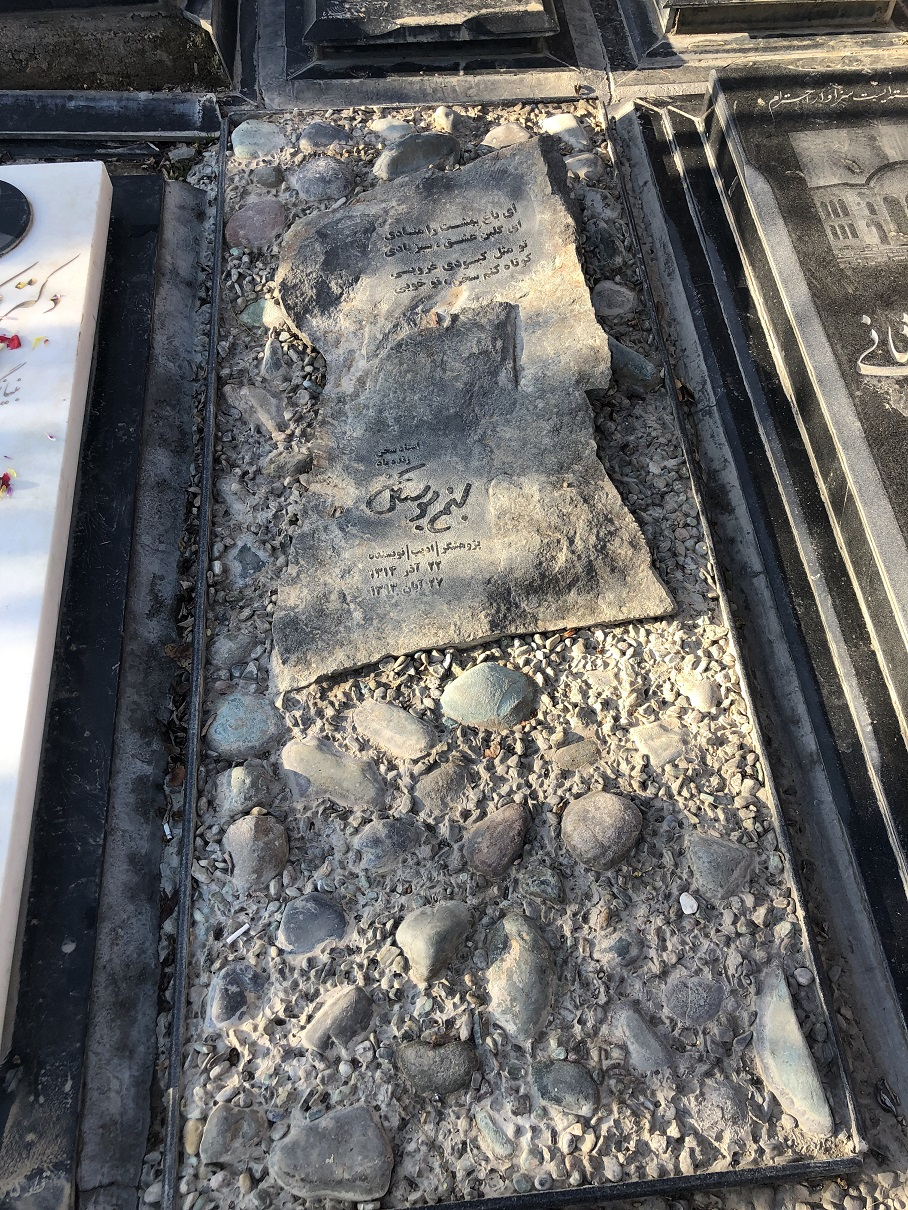

وی در سال‌های اولیه دههٔ هفتاد، بانی برگزاری جشنوارهٔ هفت اورنگ شد که با همکاری محمدرضا درویشی در تالار اندیشه و با حضور چهره‌های سرشناس موسیقی سنتی و نواحی ایران برگزار شد. در کنار این جشنواره او کتاب «هفت اورنگ» را با همکاری محمدرضا درویشی منتشر کرد.
بهمن بوستان پژوهش‌های گسترده‌ای نیز در زمینه موسیقی زورخانه و ورزش‌های باستانی انجام داد و در توسعه این ورزش نقشی تعیین‌کننده داشت. وی در دهه ۱۳۸۰ به عضویت انجمن پیشکسوتان ورزش کمیته ملی المپیک درآمد. او در سال‌های اولیه دههٔ هشتاد به عنوان عضو کانون پژوهشگران خانه موسیقی ایران انتخاب و چند سالی در این سمت ادامه فعالیت داد. بهمن بوستان از حافظه‌ای قوی برخوردار بود و تبارشناسی او از اهل فرهنگ و هنر و به خصوص اهالی موسیقی زبانزد این مجموعه بود. وی سال‌ها مدیریت آرشیو موسیقی سازمان رادیو تلویزیون را عهده‌دار بود.

## زندگی شخصی
فرزند بهمن بوستان، علی بوستان، گرافیست، نوازندهٔ سه‌تار و از شاگردان حسین علیزاده است. محمد اصفهانی، خوانندهٔ ایرانی نیز خواهرزاده اوست. وی در یادداشتی در وصف دایی‌اش نوشته‌است:
"او حق بزرگی بر گردن من داشت و همیشه در سرگشتگی‌های ادبی و موسیقایی‌ام از من دستگیری می‌کرد و مهربانی می‌نمود."

## درگذشت
او در سال‌های پایانی عمرش بیمار و خانه‌نشین شد و در نهایت در روز ۲۷ آبان ماه سال ۱۳۹۳ در سن ۷۹ سالگی در تهران بر اثر ایست قلبی در بیمارستان نیکان تهران درگذشت. در روز پنجشنبه ۲۹ آبان پیکر وی از مقابل تالار وحدت تشییع و در بهشت زهرا به خاک سپرده شد.

## کتابشناسی
- هفت اورنگ، مروری بر موسیقی سنتی و محلی ایران، بهمن بوستان و محمدرضا درویشی، حوزهٔ هنری سازمان تبلیغات اسلامی، تهران، ۱۳۷۰